# Шозизм
Шозизм (фр. chosisme, от «chose» — «вещь, предмет») — одно из обозначений литературного движения во Франции 1950—1960 годов XX века, связанного со школой «нового романа». Шозизм подразумевает описание (сколь угодно подробное) предметов самих по себе, вне связей между ними и, прежде всего, помимо культурно-символических напластований смысла, «наросших» на них. Наиболее характерным представителем шозизма считался Ален Роб-Грийе; в связи с шозизмом упоминались также имена Мишеля Бютора, Жоржа Перека и прочих.